# 第16回20か国・地域首脳会合
第16回20か国・地域首脳会合、または2021年G20ローマ・サミット（2021 G20 Rome summit）は、通算16回目となるG20の首脳会合であり、2021年10月30日-31日にイタリアの首都ローマで開催された。

## 参加国

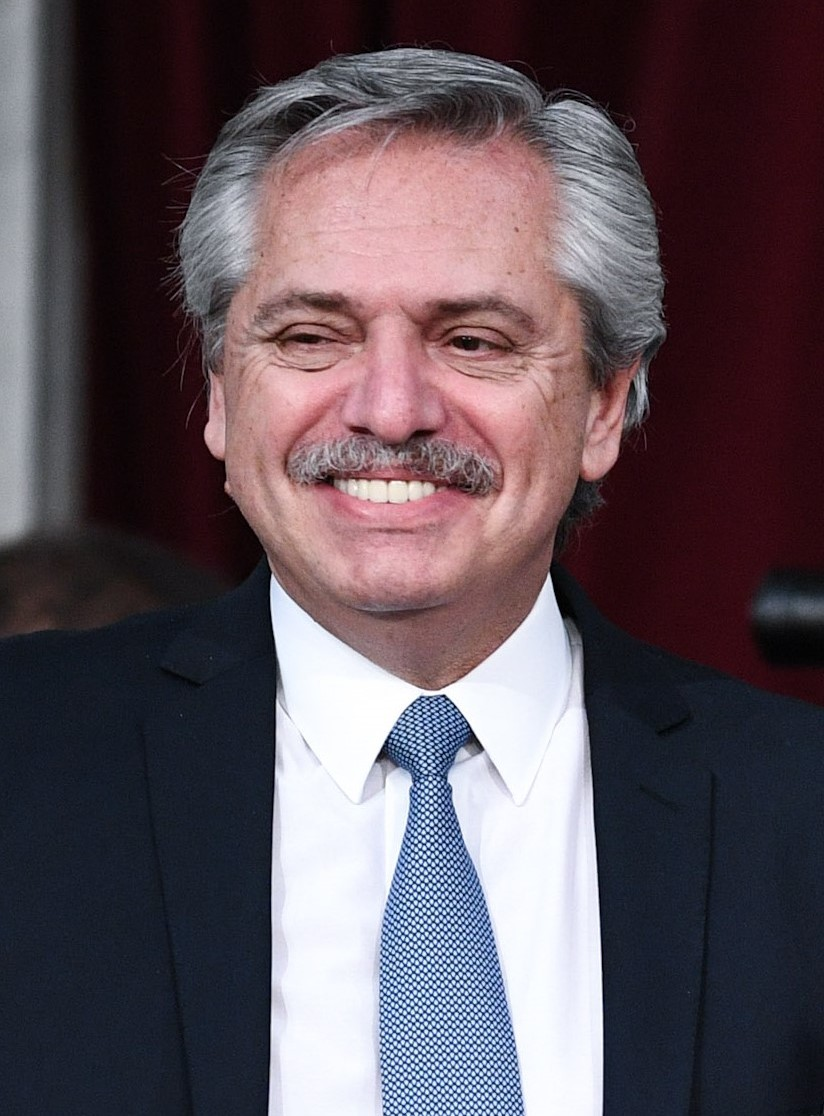
ARG アルベルト・フェルナンデス大統領
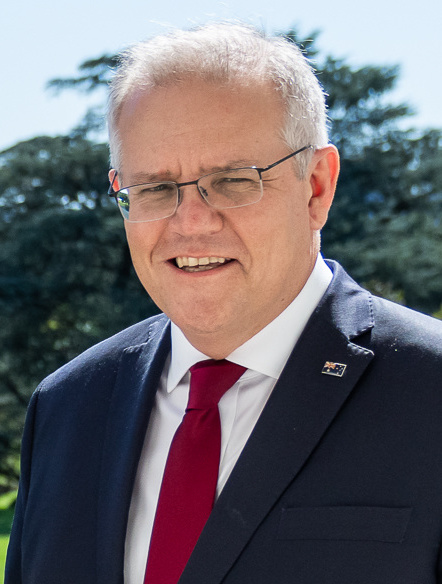
AUS スコット・モリソン首相
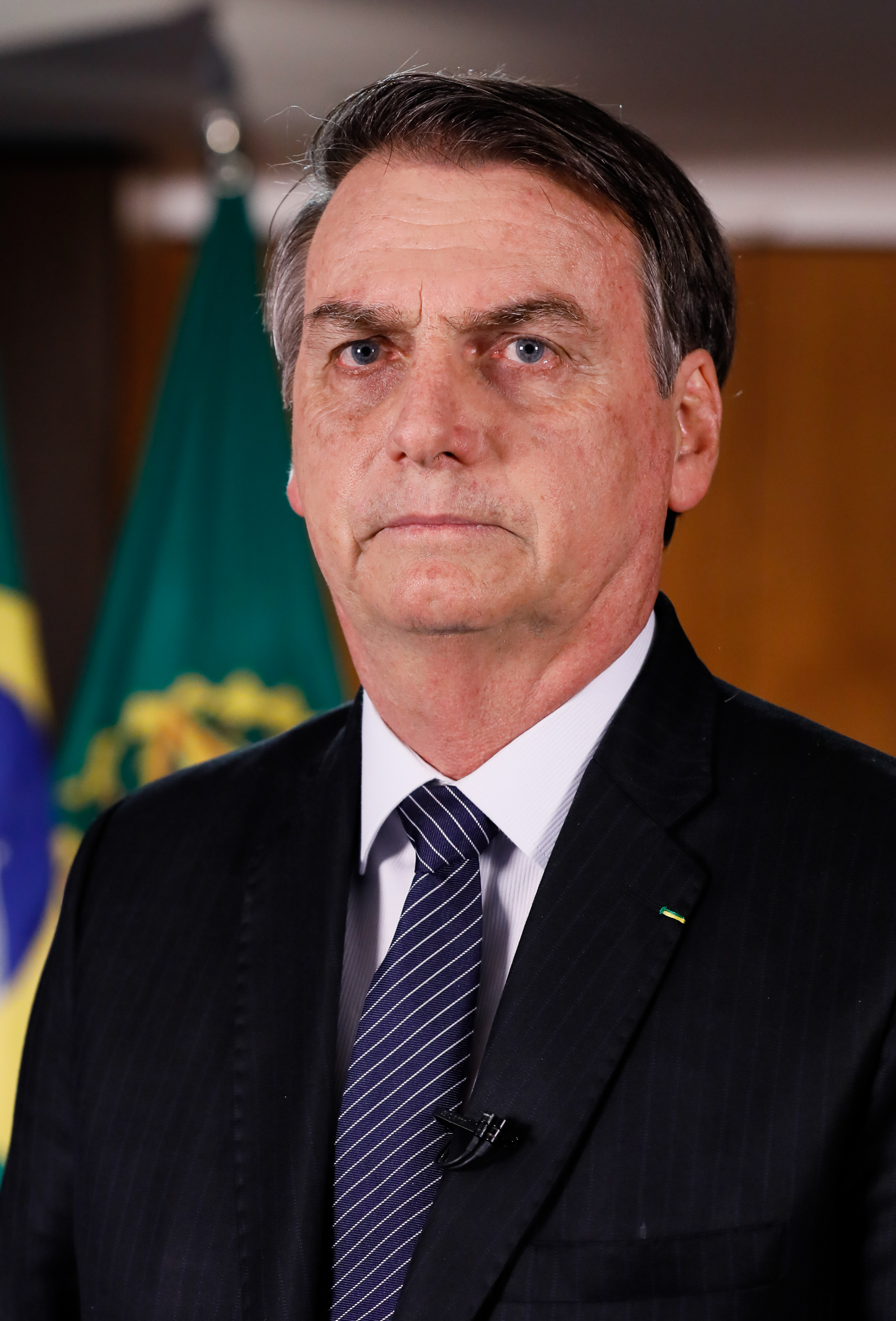
BRA ジャイール・ボルソナーロ大統領
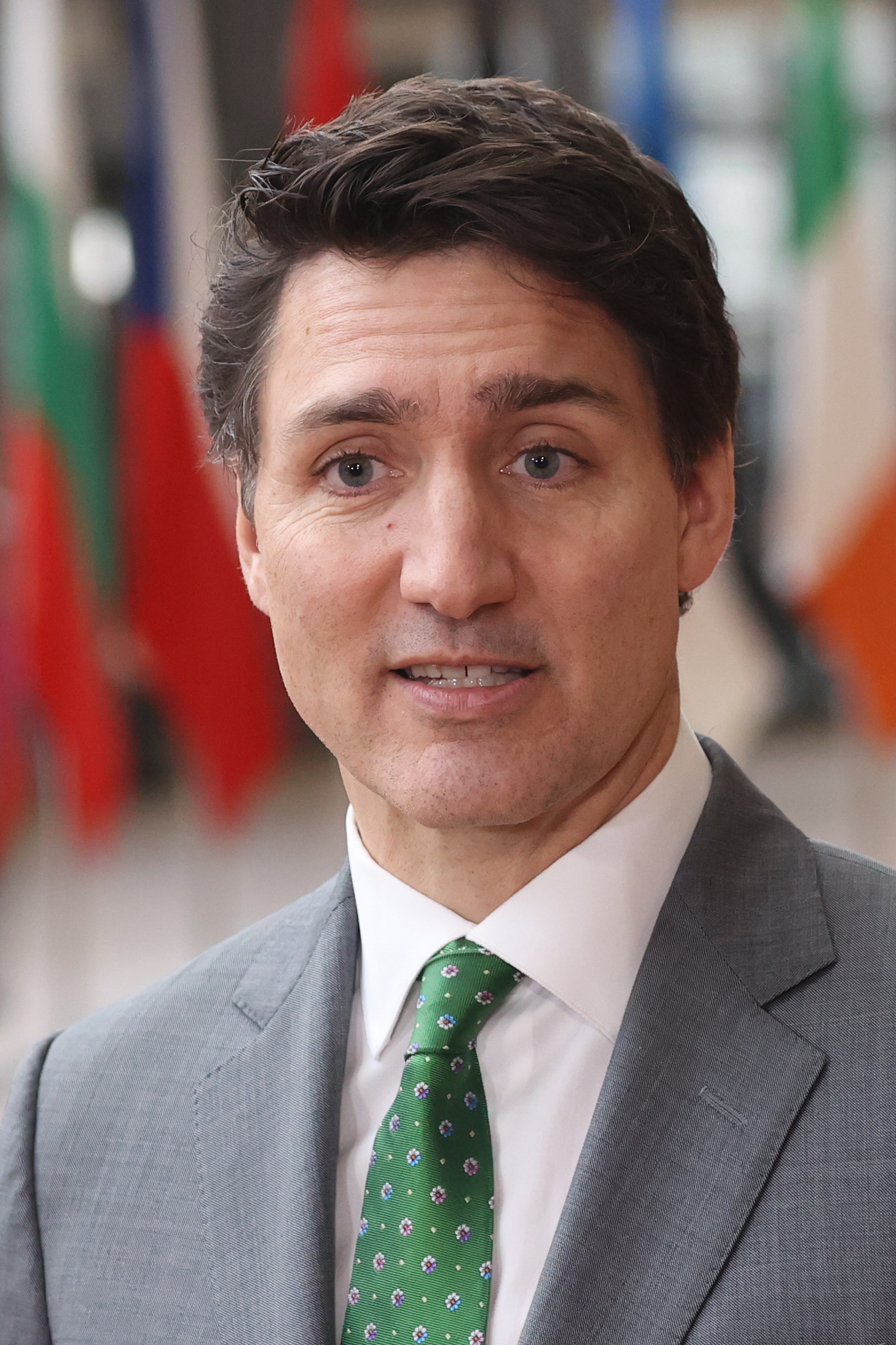
CAN ジャスティン・トルドー 首相
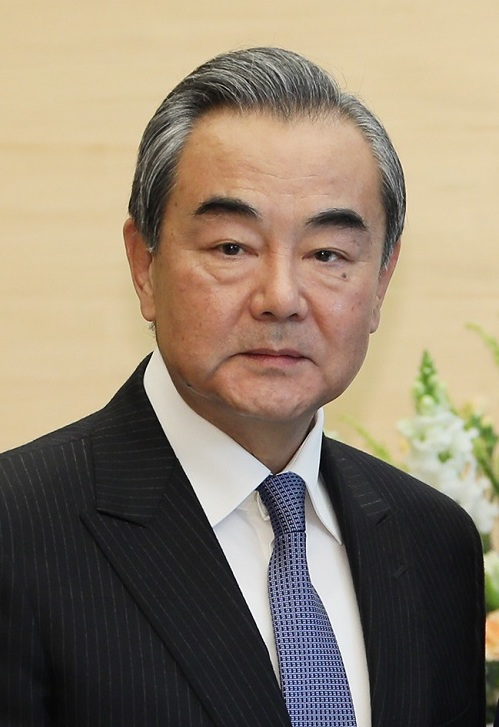
CHN 王毅外交部長
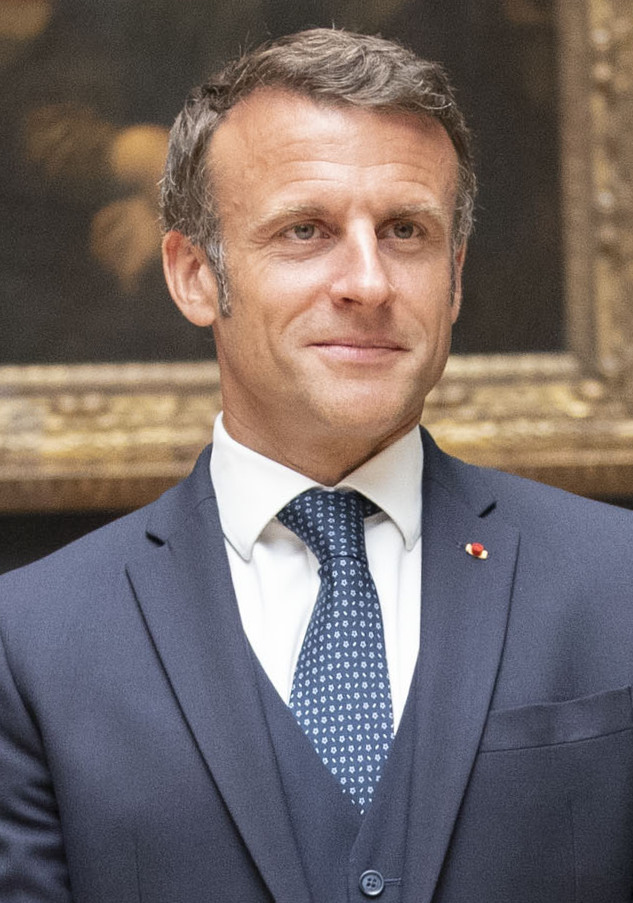
FRA エマニュエル・マクロン大統領
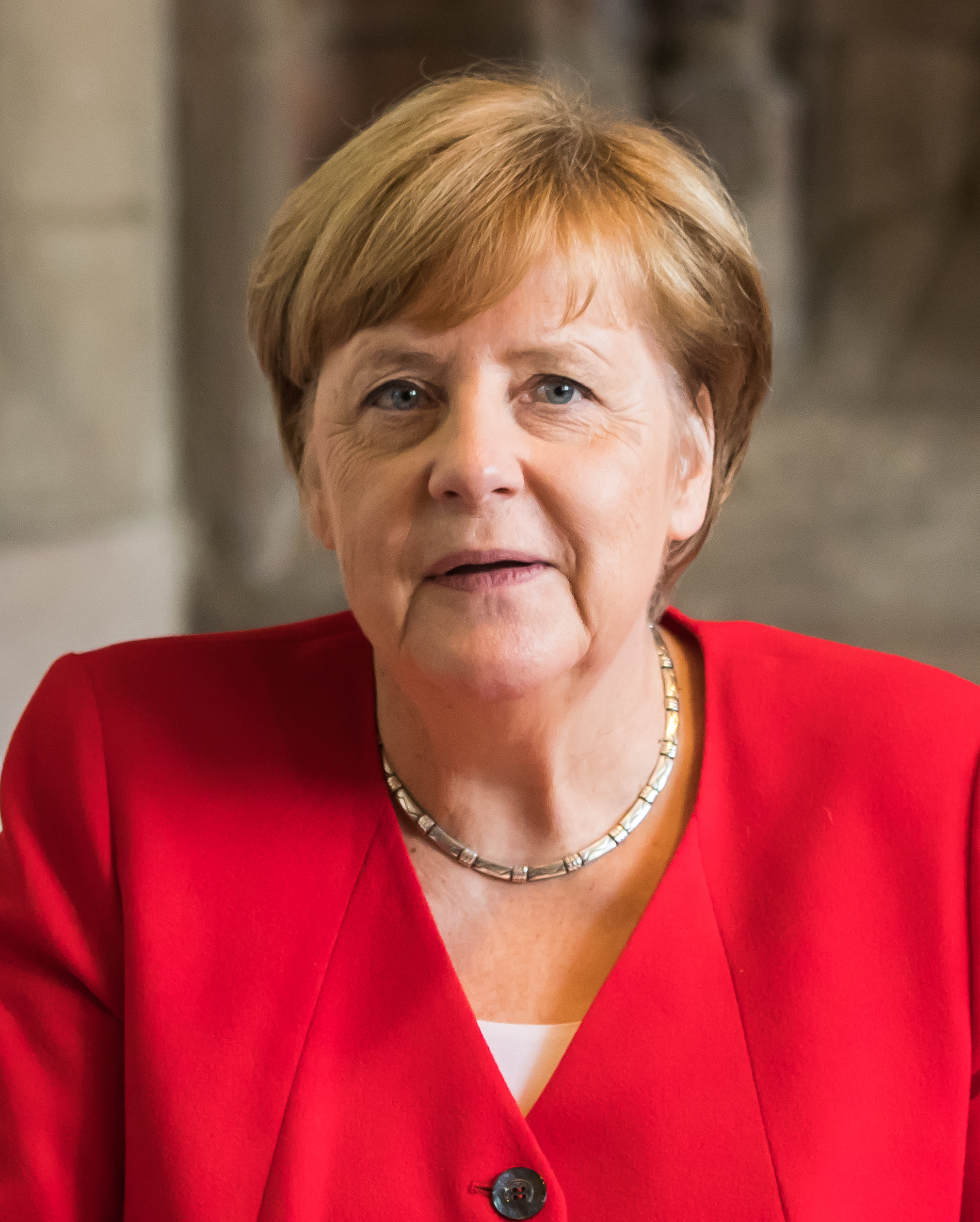
DEU アンゲラ・メルケル首相
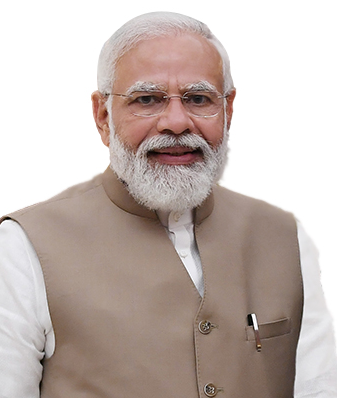
IND ナレンドラ・モディ首相
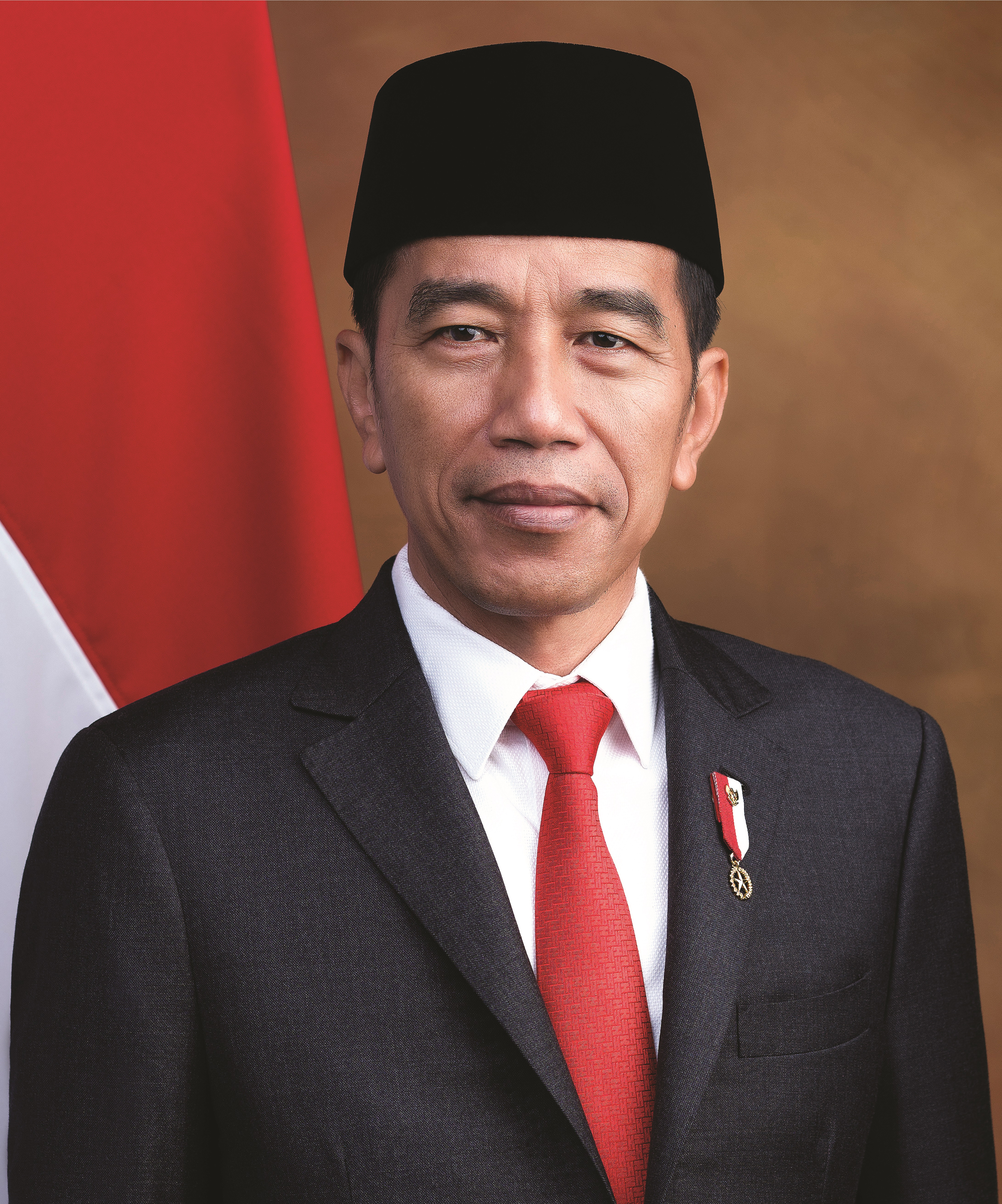
IDN ジョコ・ウィドド大統領
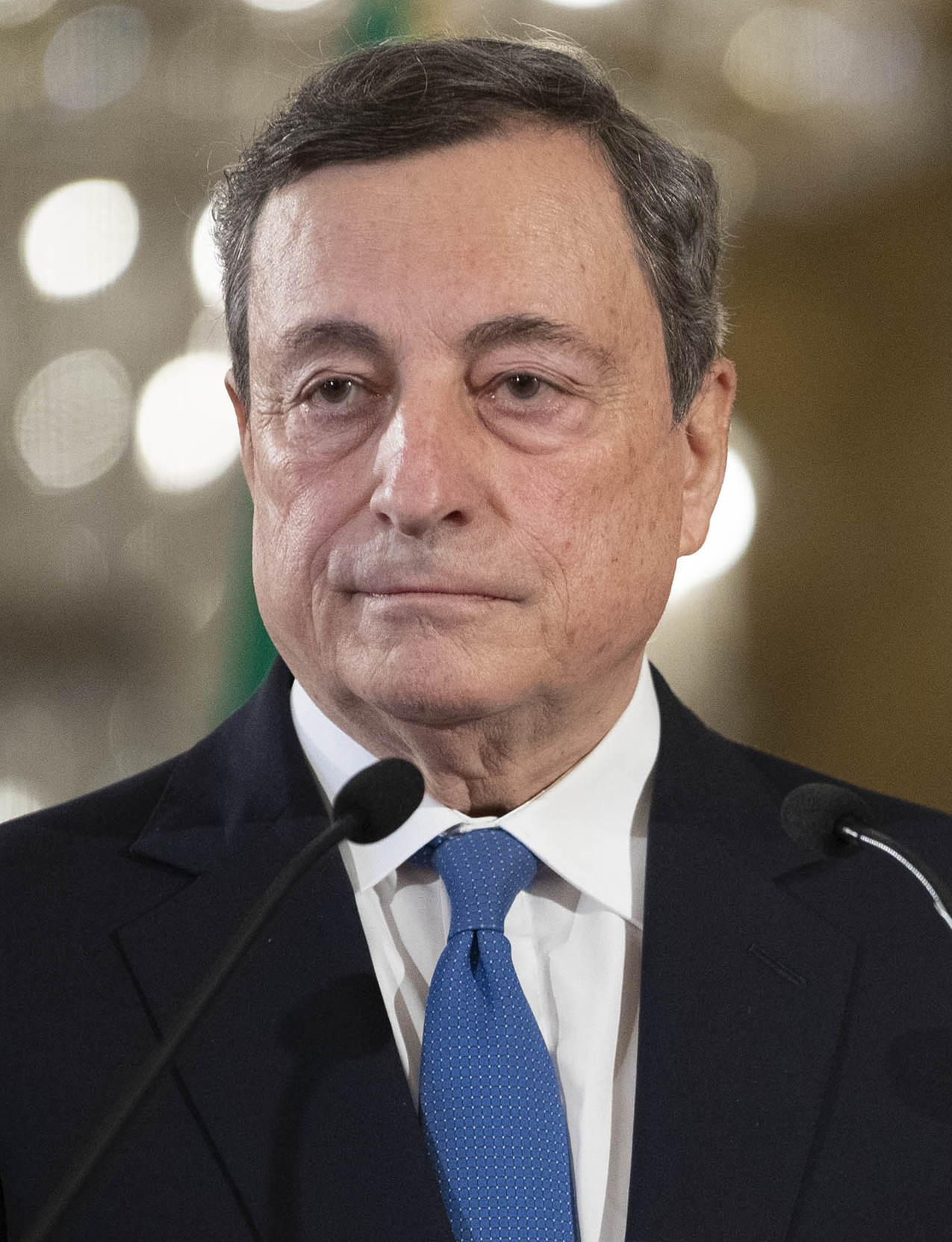
ITA マリオ・ドラギ首相 (議長)
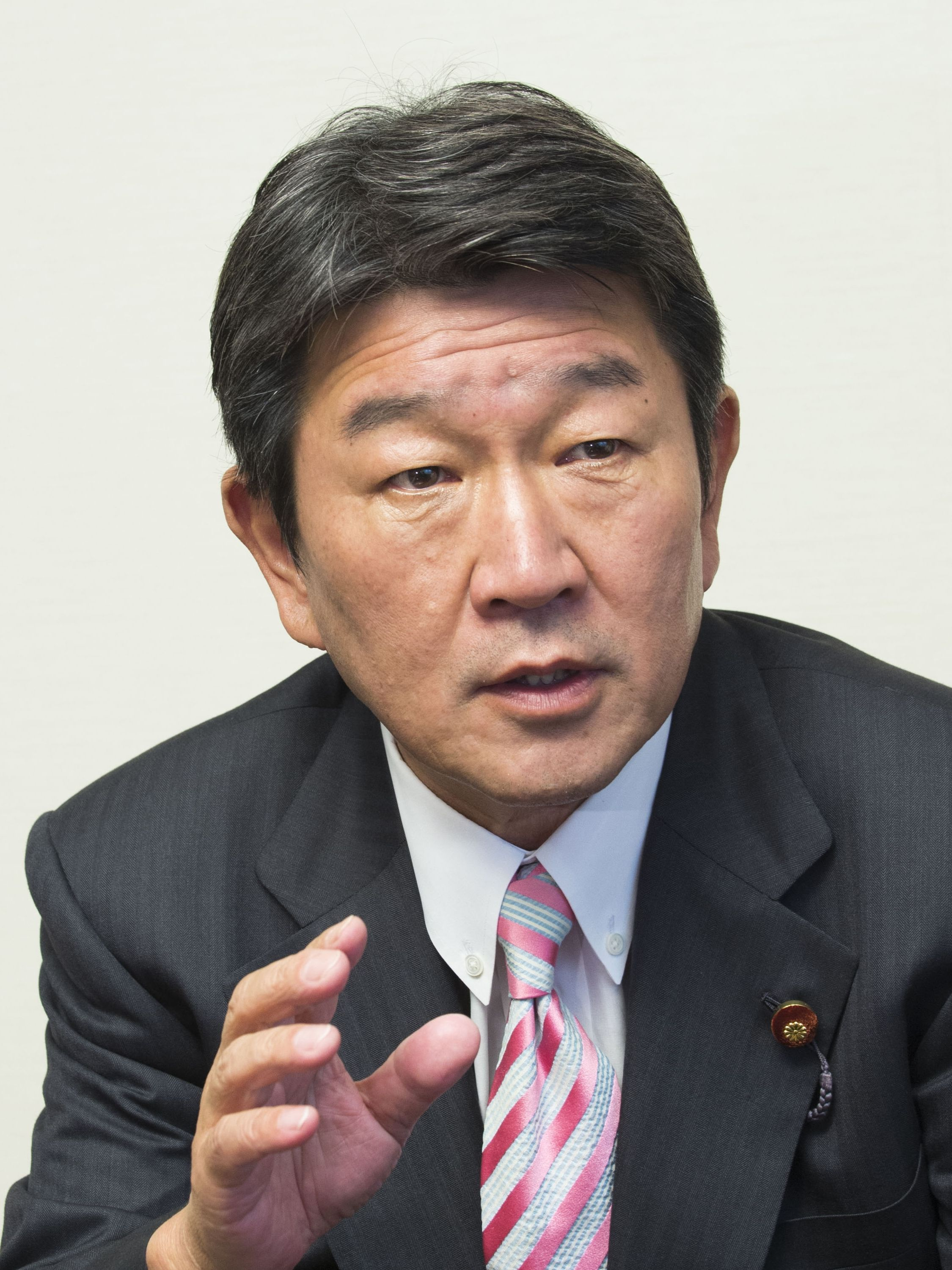
JPN 茂木敏充外務大臣
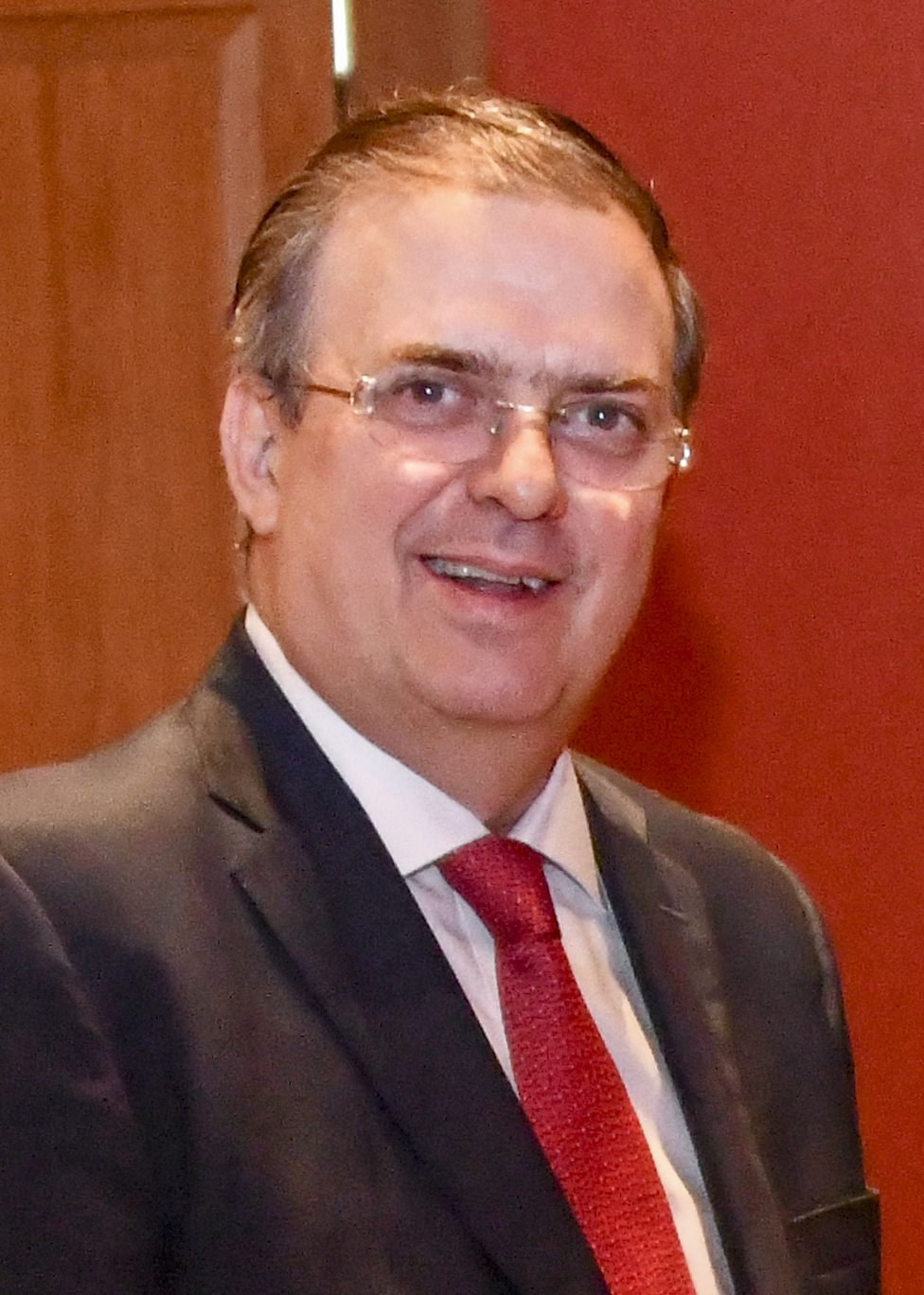
MEX マルセロ・エブラルド外相
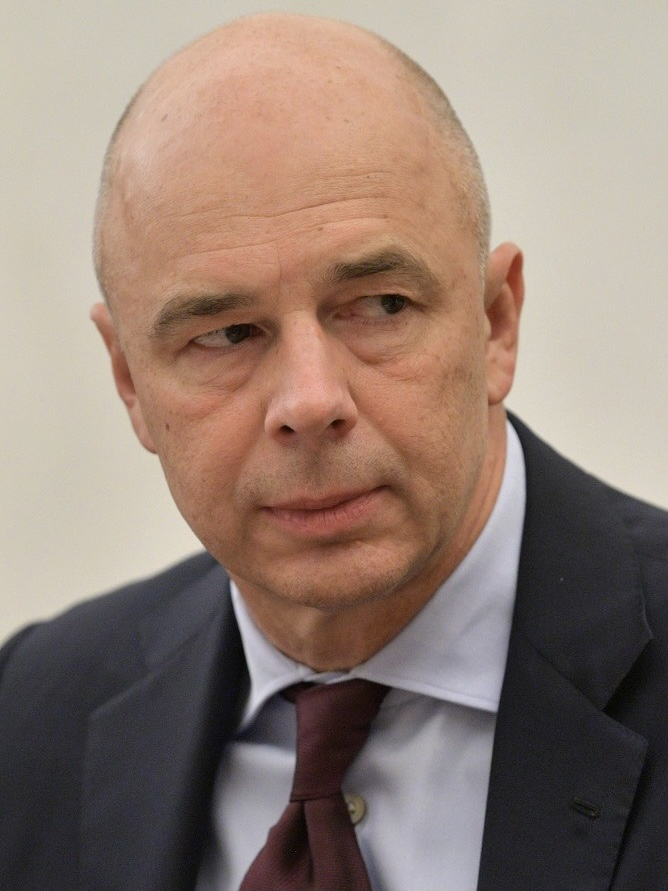
RUS アントン・シルアノフ財務大臣
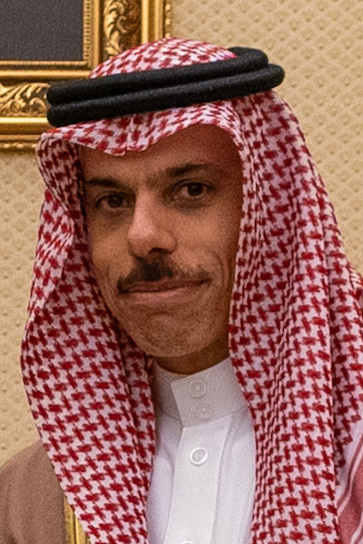
KSA ファイサル・ビン・ファルハン外務大臣
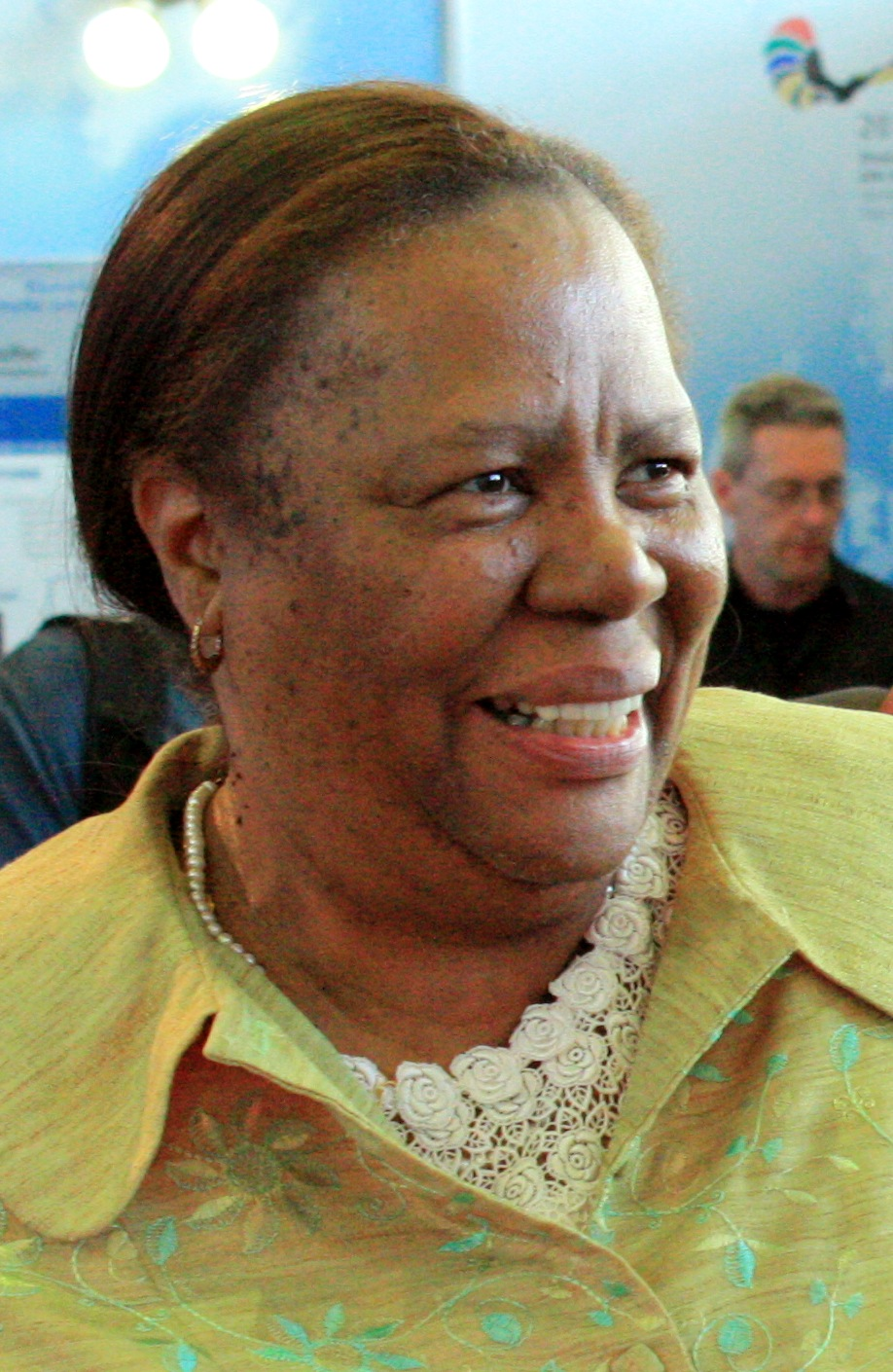
ZAF ナレディ・パンドール国際関係・協力大臣
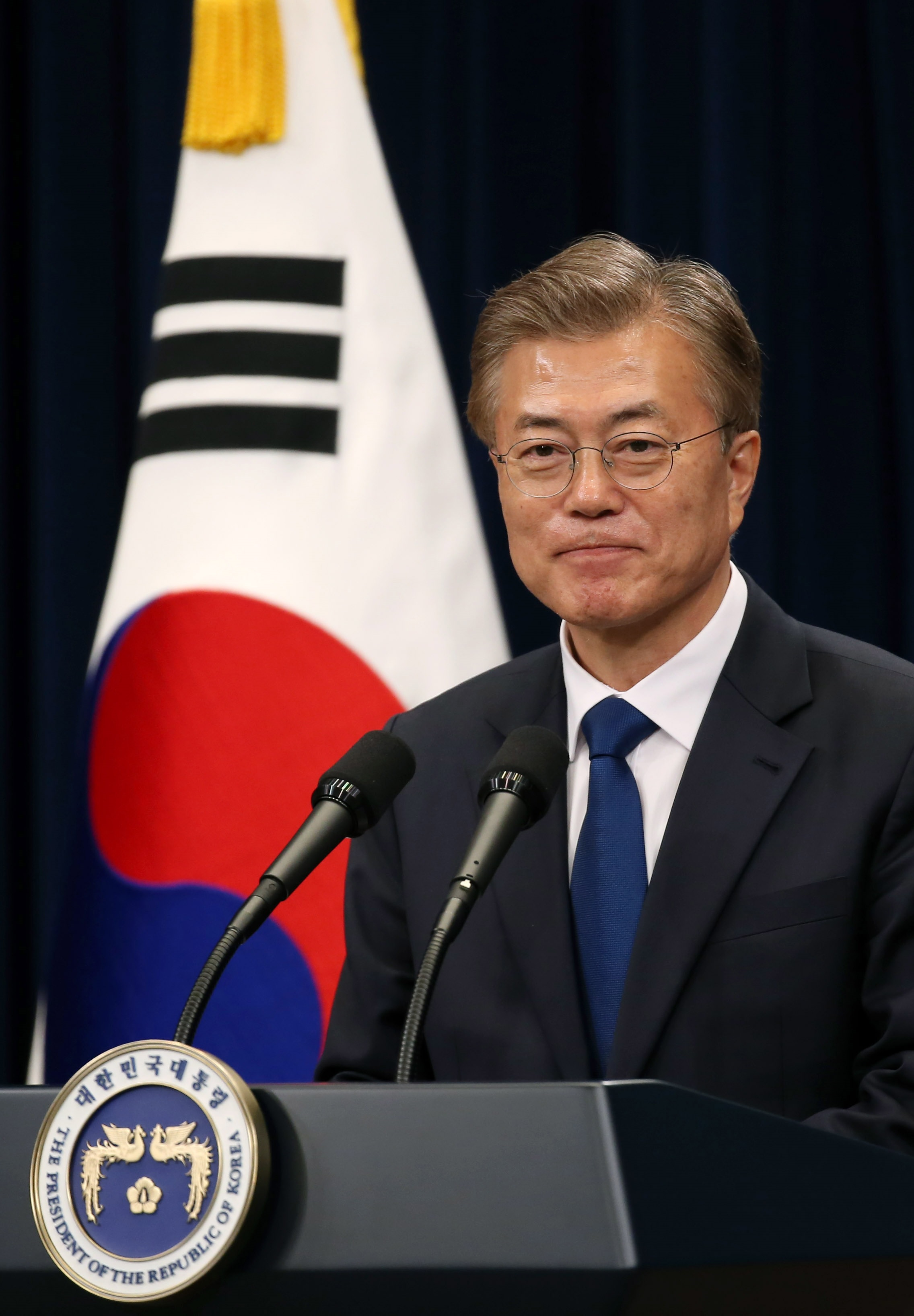
KOR 文在寅大統領
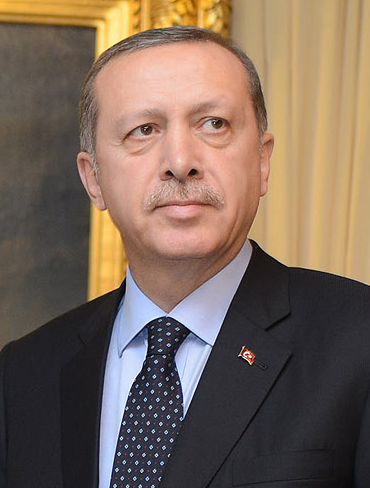
TUR レジェップ・タイイップ・エルドアン大統領
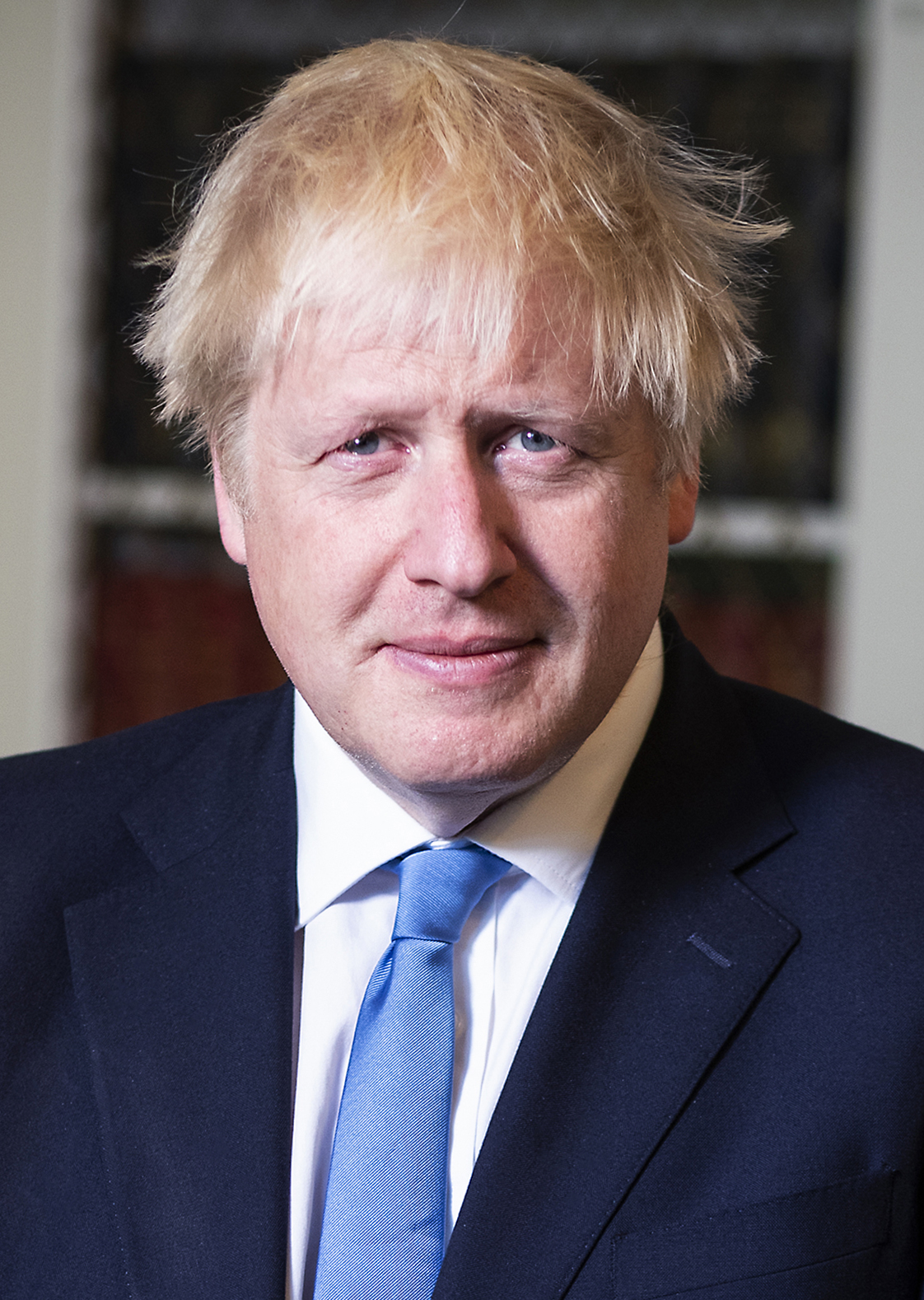
GBR ボリス・ジョンソン首相
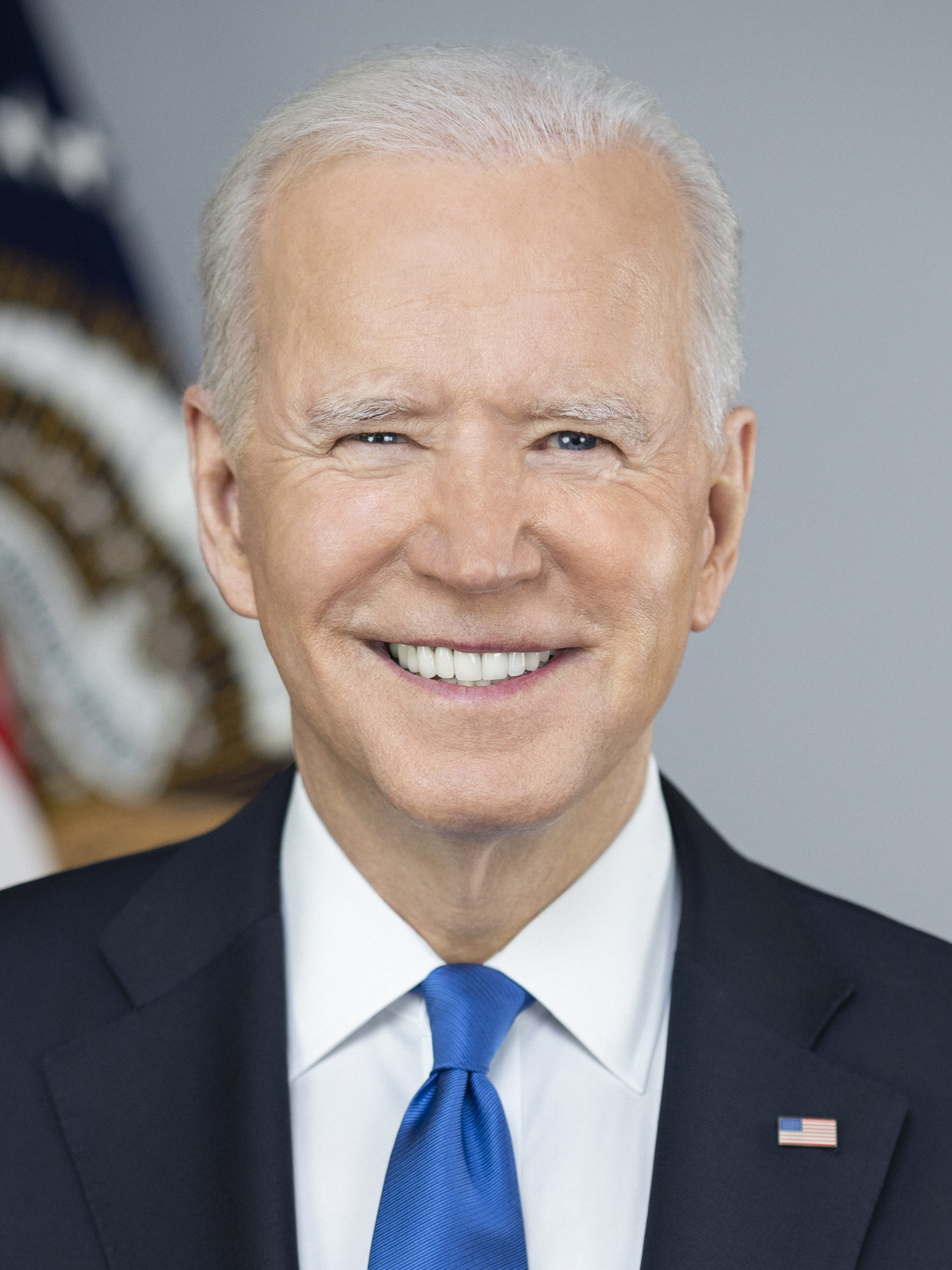
USA ジョー・バイデン大統領
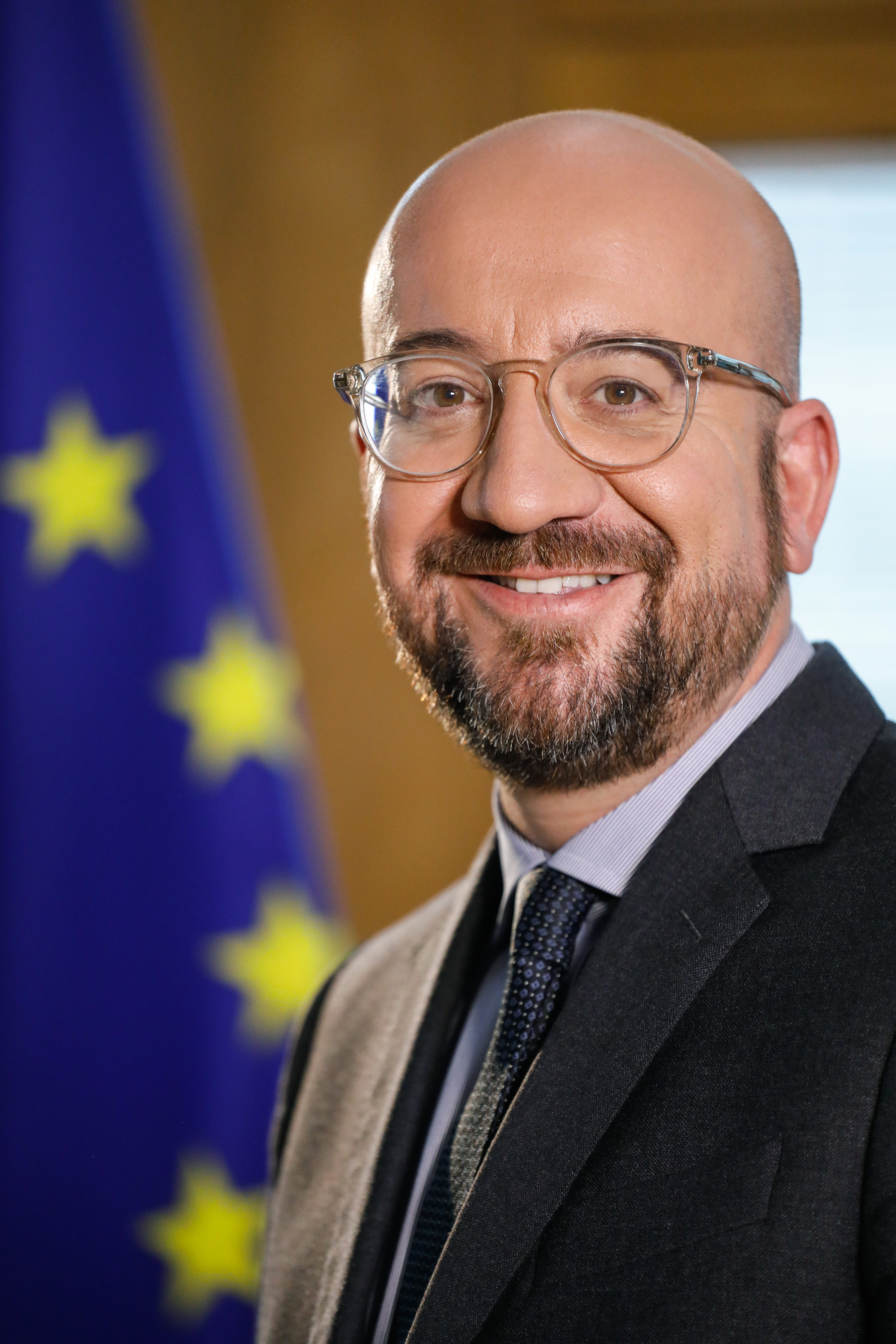
EUR シャルル・ミシェル欧州理事会議長
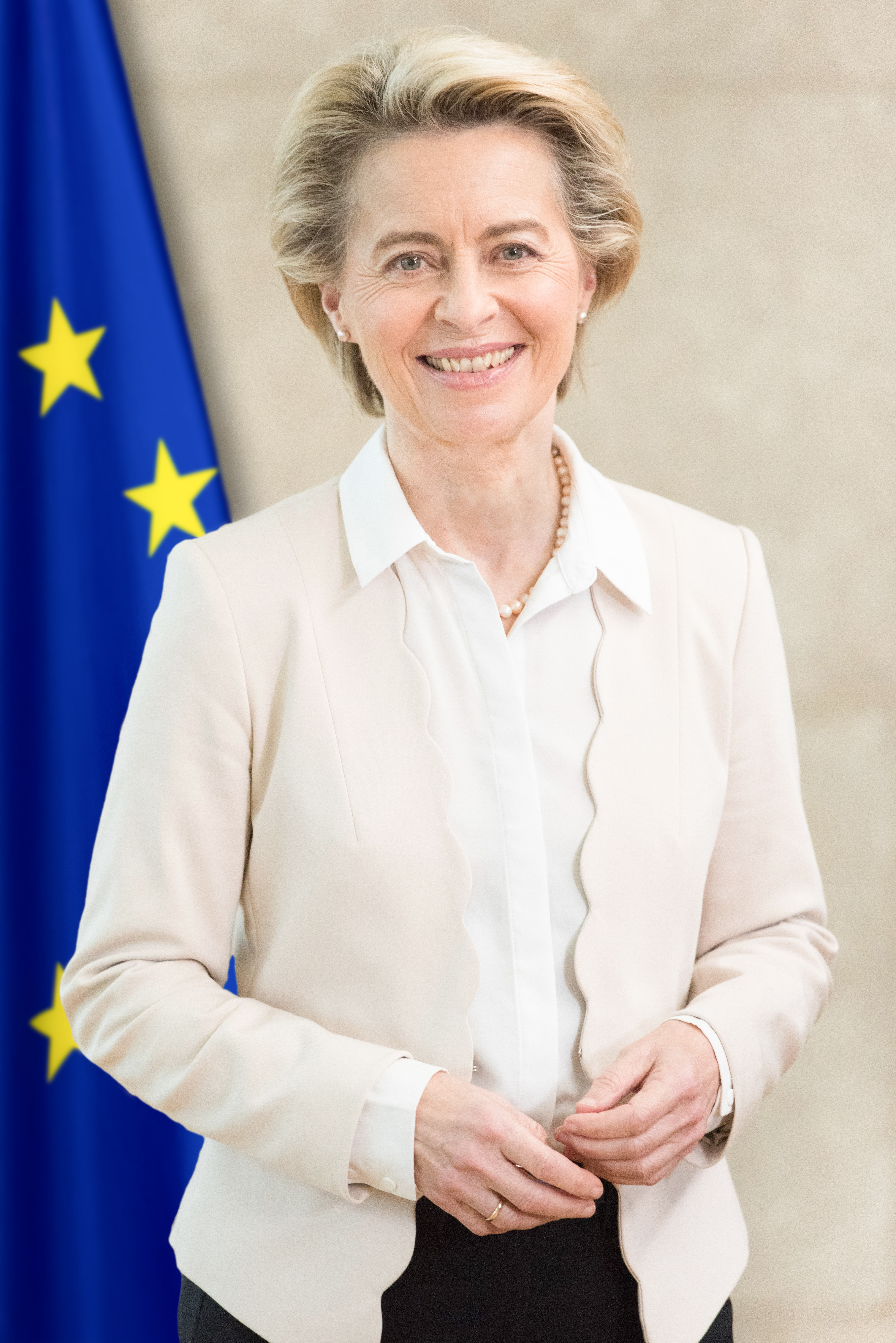
EUR ウルズラ・フォン・デア・ライエン欧州委員会委員長

- アルゼンチン
アルベルト・フェルナンデス大統領
- オーストラリア
スコット・モリソン首相
- ブラジル
ジャイール・ボルソナーロ大統領
- カナダ
ジャスティン・トルドー
首相
- 中国
王毅外交部長
- フランス
エマニュエル・マクロン大統領
- ドイツ
アンゲラ・メルケル首相
- インド
ナレンドラ・モディ首相
- インドネシア
ジョコ・ウィドド大統領
- イタリア
マリオ・ドラギ首相 (議長)
- 日本
茂木敏充外務大臣
- メキシコ
マルセロ・エブラルド（英語版）外相（英語版）
- ロシア
アントン・シルアノフ財務大臣（英語版）
- サウジアラビア
ファイサル・ビン・ファルハン（英語版）外務大臣（英語版）
- 南アフリカ共和国
ナレディ・パンドール（英語版）国際関係・協力大臣（英語版）
- 韓国
文在寅大統領
- トルコ
レジェップ・タイイップ・エルドアン大統領
- イギリス
ボリス・ジョンソン首相
- アメリカ合衆国
 ジョー・バイデン大統領
- 欧州連合
シャルル・ミシェル欧州理事会議長
- 欧州連合
ウルズラ・フォン・デア・ライエン欧州委員会委員長

### 招待国

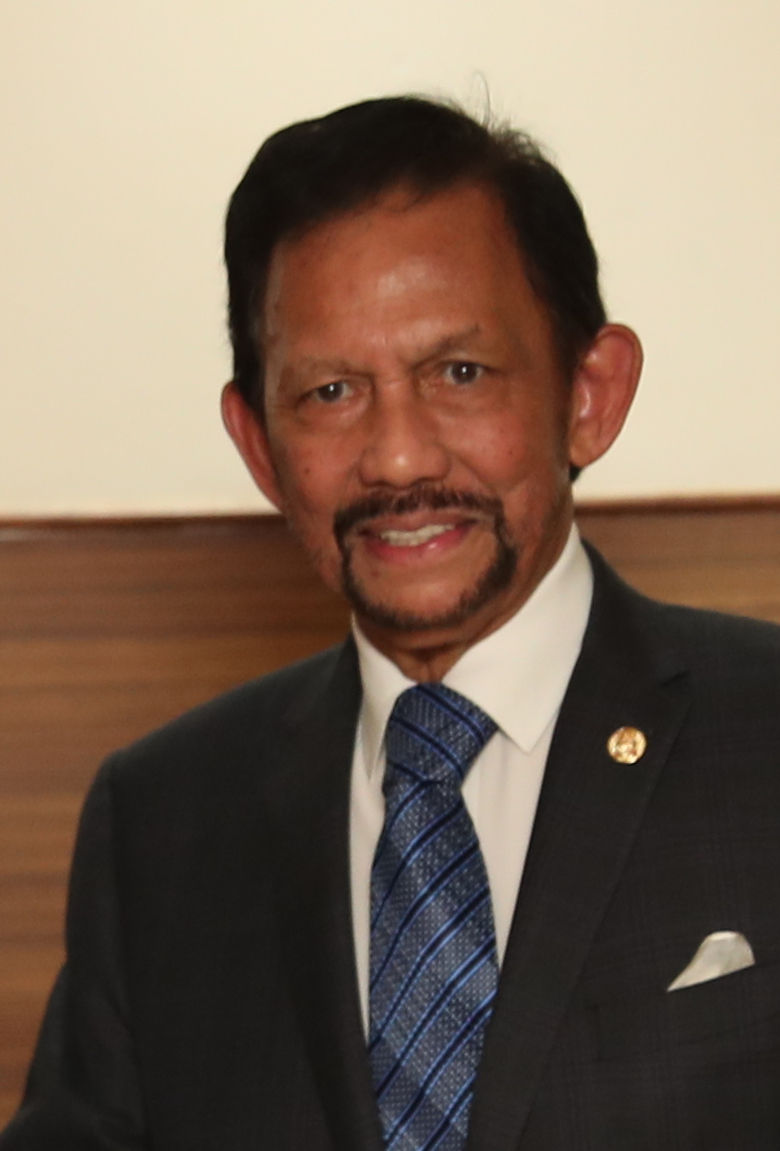
BRN ハサナル・ボルキア国王 2021年ASEAN議長
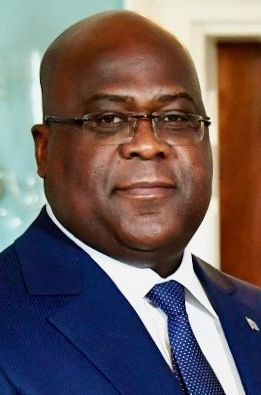
COD フェリックス・チセケディ大統領 2021年AU議長
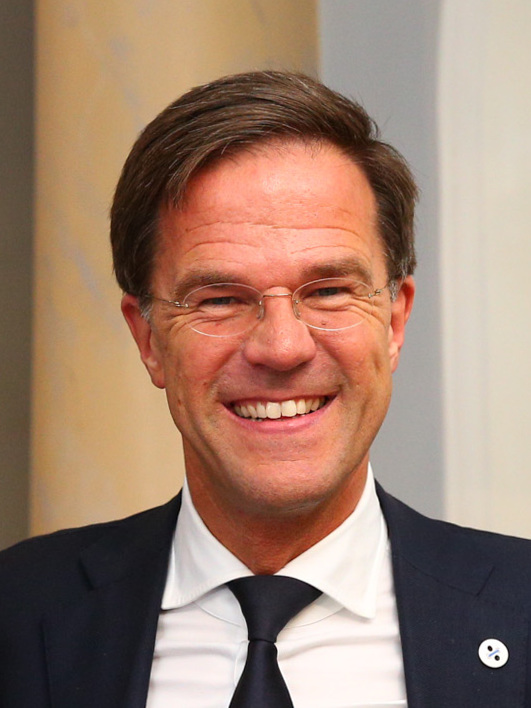
NLD マルク・ルッテ首相
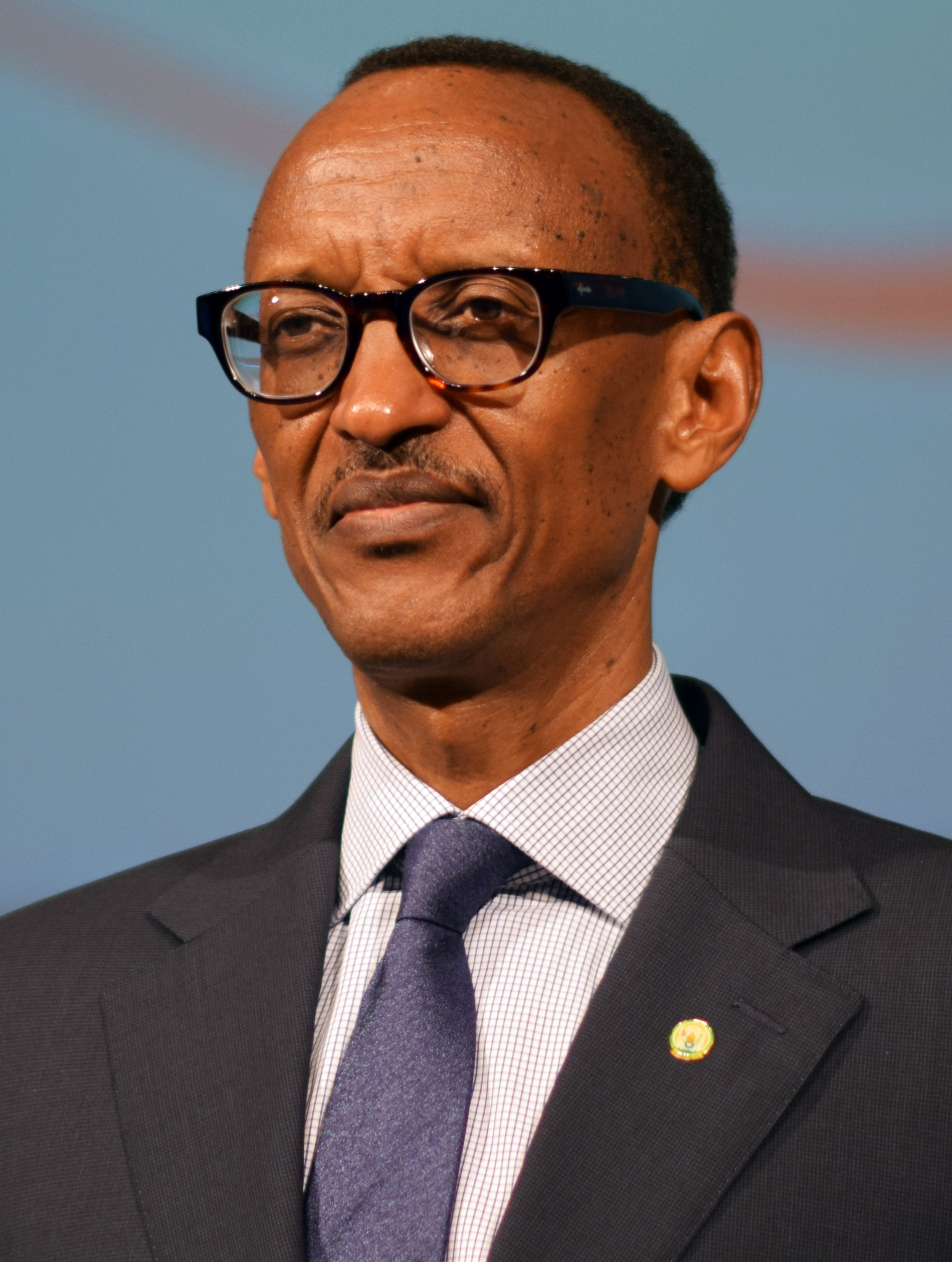
RWA ポール・カガメ大統領 2021年NEPAD議長
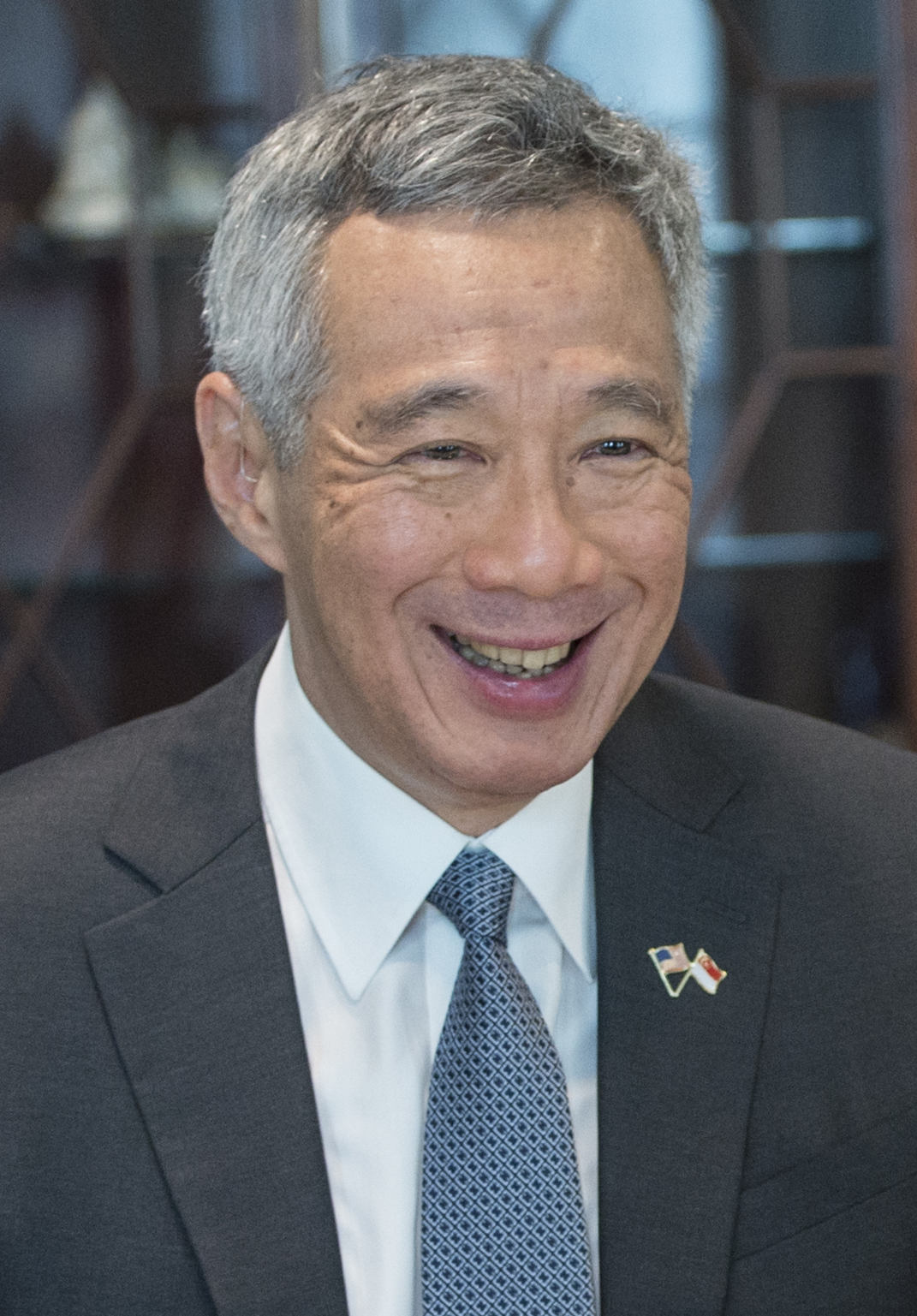
SGP リー・シェンロン首相
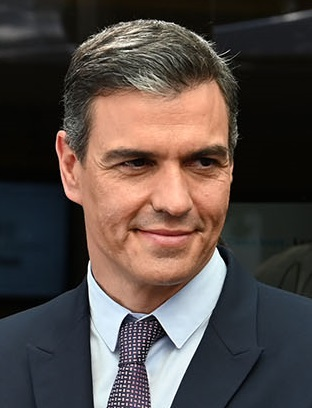
ESP ペドロ・サンチェス首相 永久招待国

- ブルネイ
ハサナル・ボルキア国王
 2021年ASEAN議長
- コンゴ民主共和国
フェリックス・チセケディ大統領
2021年AU議長
- オランダ
マルク・ルッテ首相
- ルワンダ
ポール・カガメ大統領
2021年NEPAD議長
- シンガポール
リー・シェンロン首相
- スペイン
ペドロ・サンチェス首相 
永久招待国

### 出席しなかった首脳
G20のうち5カ国の首脳が今回出席しなかった。中国最高指導者の習近平とロシア大統領のウラジーミル・プーチンはビデオリンクを介しての参加となった。メキシコ大統領のアンドレス・マヌエル・ロペス・オブラドールは外遊のために国を離れることは滅多になく、代わりにマルセロ・エブラルド外相を派遣した。日本の首相の岸田文雄と南アフリカの大統領のシリル・ラマポーザは共に国内で選挙が行われていた（第49回衆議院議員総選挙、2021年南アフリカ統一地方選挙）ために不参加となった。

## 結果
10月30日、アメリカ合衆国のバイデン政権とEUはトランプ政権が2018年に課したアルミニウムと鉄鋼の関税を見直すことに合意した。またEUが課したアメリカ製品に対する報復関税は撤廃され、予定されていた関税引き上げも中止された。